# Parafia Najświętszego Serca Jezusowego i Niepokalanego Serca Maryi w Zębowie
Parafia Najświętszego Serca Jezusowego i Niepokalanego Serca Maryi w Zębowie – parafia rzymskokatolicka, znajdująca się w archidiecezji poznańskiej, w dekanacie lwóweckim.

## Historia powstania parafii i obecnego kościoła
Parafia rzymskokatolicka w Zębowie została erygowana dnia 1 stycznia 1958 roku dekretem ówczesnego metropolitę poznańskiego, abpa Antoniego Baraniaka. Do jej terytorium należą wsie: Zębowo, Wymyślanka, Tarnowiec, Komorowice i Linie. W momencie erygowania, parafia otrzymała wezwanie Najświętszego Serca Jezusowego. Pierwszym proboszczem w parafii został mianowany ks. Andrzej Echaust, który został skierowany jako wikariusz parafii w Lwówku w 1956 roku z zadaniem tworzenia nowej parafii w Zębowie. Dzięki zaangażowaniu i ofiarności parafian, szybko wybudowano nową plebanię i pomieszczenia gospodarcze. 17 czerwca 1958 roku, odbyła się pierwsza wizytacja kanoniczna parafii której dokonał ks. bp Franciszek Jedwabski. 1 stycznia 1963 roku na prośbę ówczesnego proboszcza Andrzeja Echausta, ks. prymas kard. Stefan Wyszyński ustanowił Niepokalane Serce Maryi drugim wezwaniem tej parafii.
Dnia 18 marca 1991 roku ks. bp Stanisław Napierała poświęcił we wsi Linie nową kaplicę pod wezwaniem św. Józefa Oblubieńca. Od tego czasu w każdą niedzielę i święto jest tam odprawiana msza święta, a od 2015 roku także w każdy pierwszy piątek miesiąca i w dniu odpustu tej kaplicy, czyli 19 marca.
Podczas spotkania noworocznego w roku 2000 samorząd mieszkańców wsi Zębowo oraz ówczesny proboszcz ks. Kazimierz Piaskowski, podjęli decyzję o rozpoczęciu starań o budowę nowego kościoła w Zębowie. W roku 2001 uzyskano zgodę ks. bpa Zdzisława Fortuniaka i Urzędu Miasta i Gminy w Lwówku na budowę kościoła. W marcu 2002 roku, mgr inż. Tomasz Gostyński z Nowego Tomyśla wykonał projekt kościoła. 16 kwietnia 2002 roku nastąpiło poświęcenie ziemi pod plac budowy, a kilka dni później rozpoczęto prace przy wylewaniu fundamentów. Zakończenie budowy kościoła i oddanie świątyni do użytku parafii uczczono w dniu 12 września 2004 roku poprzez wydarzenie konsekracji świątyni dokonanej przez ks. abpa Stanisława Gądeckiego.

## Proboszczowie parafii
Źródło: Parafia Najświętszego Serca Jezusowego i Niepokalanego Serca Maryi w Zębowie.
| Proboszcz                | Lata urzędowania |
| ------------------------ | ---------------- |
| ks. Andrzej Echaust      | 1958−1970        |
| ks. Edmund Krzewina      | 1970−1975        |
| ks. Tadeusz Lubik        | 1975−1988        |
| ks. Wojciech Napierała   | 1988−1997        |
| ks. Kazimierz Piaskowski | 1997−2009        |
| ks. Kazimierz Piechocki  | 2009−2015        |
| ks. Adrian Bączyński     | 2015−2021        |
| ks. Michał Nowak         | od 2021          |